# أحمد الغندور (صانع محتوى)
أحمد الغندور (مواليد 15 مايو 1994) هو باحث وصانع محتوى يوتيوب مصري، اشتهر باسم الدحيح نسبةً لاسم برنامجه على اليوتيوب وهو أحد البارزين في مجال تبسيط العلوم أو العلم الشعبي، حصل على درجة البكالوريوس في علم الأحياء من الجامعة الأمريكية بالقاهرة، وعلى درجة الماجستير في علم التربية من جامعة هونغ كونغ.
أنشأ الغندور قناته «الدحيح» على موقع يوتيوب عام 2014 وبدأ بنشر مقاطع فيديو تتمحور حول تبسيط العلوم بطريقة سهلة مع شيء من الكوميديا، ازدادت شهرة الغندور في مصر والكثير من الدول المتحدثة باللغة العربية بعد تعاقدهِ مع شبكة الجزيرة بلس عام 2017، واستمر ذلك حتى 9 يونيو 2020، لينتهي التعاقد بناءًا على رغبة الشبكة، وفي أكتوبر 2020 عُرضت أول حلقات برنامجه الجديد متحف الدحيح وهو برنامج كوميدي ثقافي ويبث على شبكة شاهد.نت، ثم في 2021 قام بتقدم برنامج الدحيح على قناة أكاديمية الإعلام الجديد قبل أن ينتقل لتقديمه على قناة متحف المستقبل. اختير الغندور في القائمة القصيرة لجائزة IBC العالمية 2019 لأكثر الشباب المؤثرين في الإعلام.

## مسيرته
وُلد أحمد وليد محمد الغندور في 15 مايو 1994 في مدينة المنصورة، إلتحق لدراسة علم الأحياء في الجامعة الأمريكية بالقاهرة، وبدأ مسيرته في صناعة المحتوى بنشر فيديوهاته على موقع يوتيوب في أغسطس 2014. يقول عن بدايته: «الفكرة جاءتني من اشتراكي في مسابقة علمية في القنصلية البريطانية، حيث نطرح فكرة علمية في ثلاث دقائق، وأعجب الكثير بشرحي، وطلبوا مني عمل فيديوهات على اليوتيوب».
في نفس العام 2014 أُختير مديرًا عامًا لاتحاد طلبة في الجامعة، وعمل على تقديم برنامج آخر عبر يوتيوب يتعلق بالجامعة وشؤون الطلبة، حصل على بكالوريوس العلوم التطبيقية عام 2016. والتحق في 2017 بجامعة هونغ كونغ للحصول على شهادة الماجستير.
أصبح أحمد الغندور «الدحيح» معروفا على نطاق الوطن العربي لطريقتهِ المميزة في عرض مقاطع الفيديو المختلفة عن أغلب مقدمي المحتوى العلمي على موقع يوتيوب، حيث غالباً ما يستخدم الكوميديا المضحكة لتبسيط العلوم المعقدة. وقد ذكر في حوار لهُ أنه «يريد أن «يشعبن» العلوم وأن يجعلها تصل للعامة وللأشخاص غير المهتمين بالعلوم أو غير الدارسين، ويحاول أن يضيف كوميديا لأنها الطريقة الأنسب للمجتمع المصري».
ذكر الغندور أن هدفه هو «إنشاء محتوى لمساعدة الطلاب وإلهامهم، نعتقد أنه لا يمكن تحقيق سوى القليل من التقدم الفكري أو الثقافي أو الاجتماعي أو الشخصي أو التكنولوجي دون الاستعانة بفلسفة العلوم والتاريخ، وإلا في بلدان مثلنا، ستلوح في الأفق غيوم من الأصولية.»
في 9 يونيو 2020 أعلن أحمد الغندور على مواقع التواصل الاجتماعي توقف برنامج الدحيح بعد أن استمر 3 سنوات متتالية. أشارت قناة أيه جيه بلس إلى قرارها وقف البرنامج لأسباب إنتاجية قائلة «إن الخطط الإنتاجية في المرحلة الحالية الصعبة لا تسمح بالاستمرار في نشر برنامج الدحيح».
في شهر أكتوبر من عام 2020 عُرضت أول حلقات برنامجه الكوميدي الثقافي متحف الدحيح على شاهد.نت، وهو يقوم الآن ببث برنامجه الدحيح منذ شهر يونيو من عام 2021 على قناة أكاديمية الإعلام الجديد (New Media Academy) على يوتيوب.

## التقدير
أدرج اسم الغندور في قائمة الأشخاص الأكثر تأثيراً في العالم العربي لعام 2018، واختاره مركزُ الشباب العربي في قائمة «روّاد الشباب العربي» وهي قائمة تتضمن «مجموعة من الشباب الذين لا تتجاوز أعمارهم الـ 35 عاماً من مختلف الدول العربية، ولهم سجل حافل بالإنجازات ذات الأثر الإيجابي في مجتمعاتهم».
اختير الغندور في القائمة القصيرة لجائزة IBC العالمية 2019 لأكثر الشباب المؤثرين في الإعلام، وتقدم الجائزة إلى من «أحدثوا تأثيرًا حقيقيًا بشغفهم وطموحهم والتزامهم ويقدمون مساهمة بارزة في صناعة الإعلام، سواء كانت إبداعية أو تجارية أو تقنية.»

## انتقادات
تعرَّض أحمد الغندور للهجوم والانتقاد منها تهمة نشر الإلحاد ، ويستدل المهاجمون بعدة دلائل منها حلقات أحمد الغندور عن الأكوان الموازية وتاريخ جهنَّم وغيرها من الحلقات، ومن أشهر من انتقده هو البروفيسور إياد قنيبي والدكتور هيثم طلعت.